# Alfabeto cursivo ruso

Alfabeto cursivo manuscrito ruso, en mayúsculas y minúsculas.

El alfabeto cursivo ruso o alfabeto caligráfico ruso (en ruso: русское рукописное письмо) es la variante del alfabeto ruso utilizado en forma manuscrita en ruso moderno. 
Algunas de las letras son similares a las del alfabeto cursivo latino aunque la pronunciación cambia en la mayoría de las letras. 
La mayoría de los documentos antiguos del idioma ruso fueron escritos de este modo. 
En las escuelas de Rusia se enseña a los alumnos a escribir en este sistema y a diferenciar entre el alfabeto cursivo y el alfabeto impreso, ya que algunas letras difieren entre la pronunciación y la gramática

## Historia
El ruso cursivo y el cirílico en general, se han desarrollado durante 18 siglos sobre la base de la escritura taquigráfica cirílica anterior, que a su vez fue la 'escritura histórica de cancillería real' (chancery hand) entre los siglos XIV y XVII, de las escrituras manuales cirílicas más tempranas (llamadas 'ustav' y 'poluustav').
Se convirtió en la contraparte de la escritura manuscrita llamada "civil" (o 'petrina') impresa en los libros. Los tipos modernos de letra cursiva se basan en el cirílico, mayormente en su parte minúscula, en la forma de las letras cursivas.

## Similitudes con la letra cursiva latina
Los cursiva resultante rusa guarda muchas similitudes con el cursiva latina:
Por ejemplo, las modernas letras cursivas rusas "АВДЕИКНОРСУХ авдезиопрстухч" pueden coincidir con las cursivas latinas "ABDEUKMHOPCYX abɡezuonpcmyxr" (𝒜ℬ𝒟ℰ𝒰𝒦ℳℋ𝒪𝒫𝒞𝒴𝒳 𝒶𝒷ℊℯ𝓏𝓊ℯ𝓃𝓅𝒸𝓂𝓎𝓍𝓇), a pesar de tener valores completamente distintos de sonido en muchos casos.
Los tipos de letra de impresion y cursiva demuestran menos similitud.

## Confusiones
No hay que confundir la escritura histórica de cancillería real rusa (скоропись) con la escritura cursiva rusa contemporánea (рукописное письмо, letra manuscrita), ni con la estenografía rusa contemporánea. Esta última es completamente diferente de las otras dos, a pesar de que a veces es llamada скоропись como la anterior.

## Dificultad
Algunas palabras rusas pueden parecer difíciles para alguien que estudia el idioma debido a la similitud entre las letras Ш, Щ, И, Л, М en cursiva.

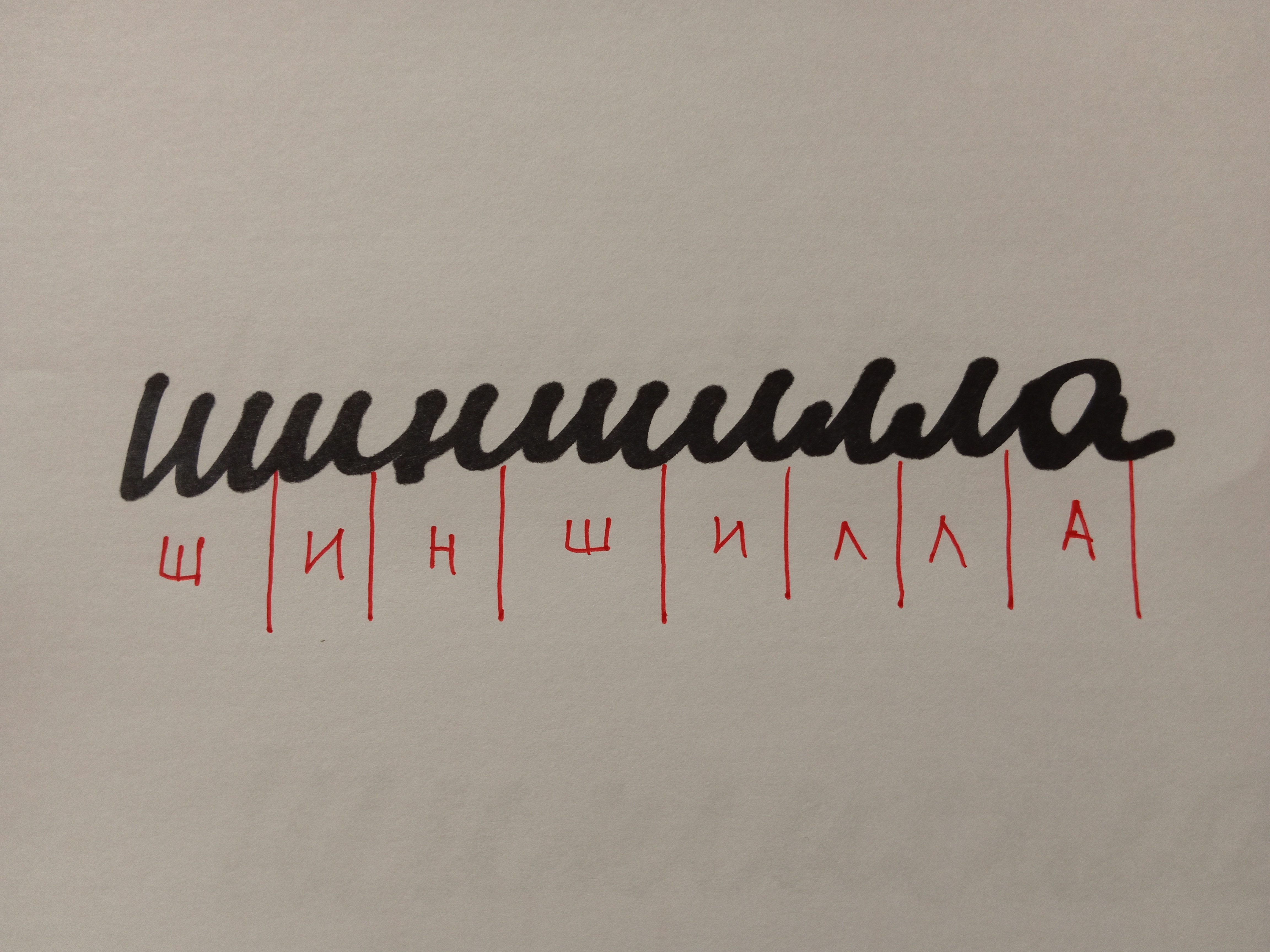
El verbo Шиншилла, que significa "Chinchilla". En rojo, una descomposición de la palabra.

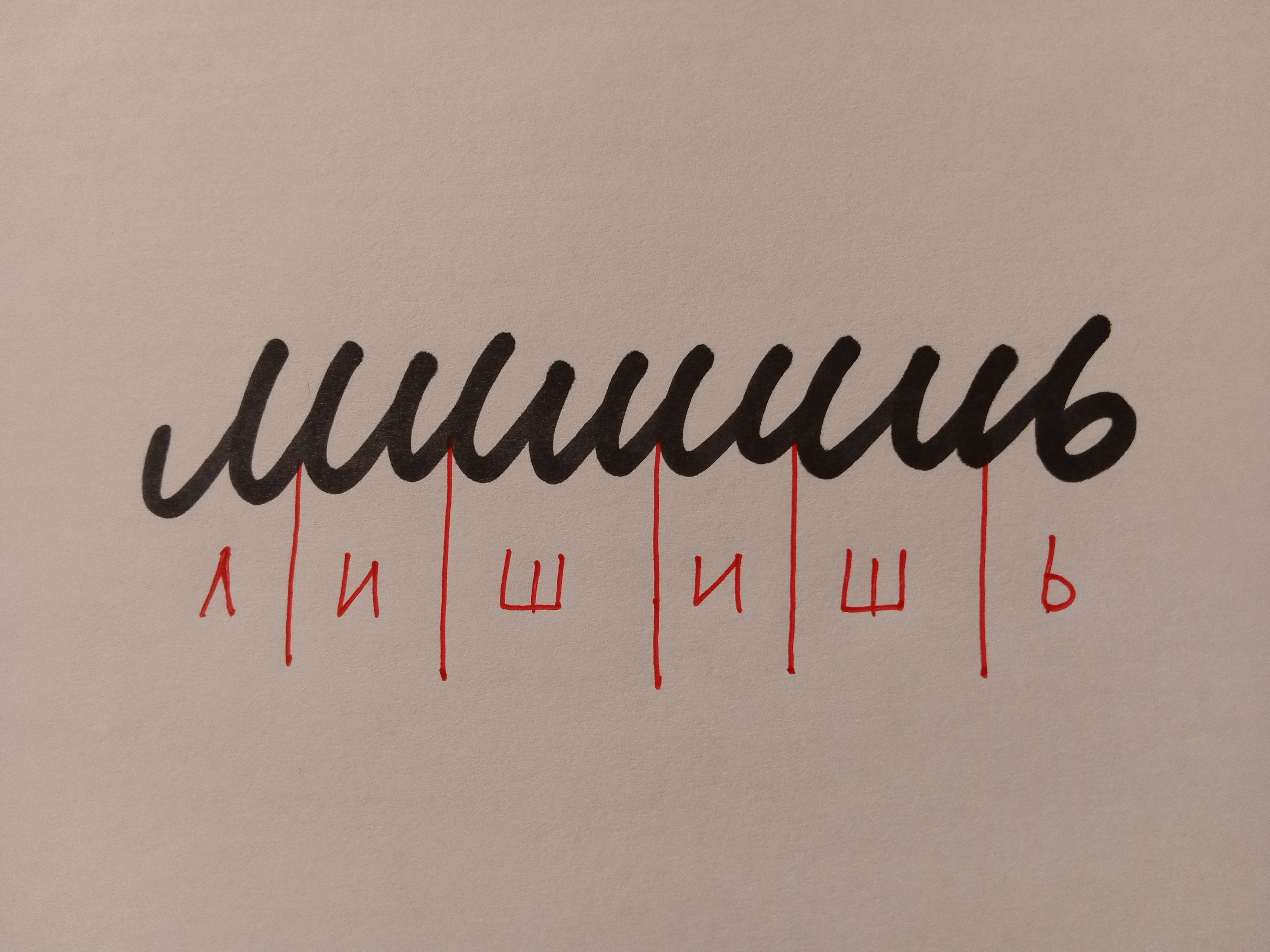
El verbo Лишишь

### Otros alfabetos manuscritos

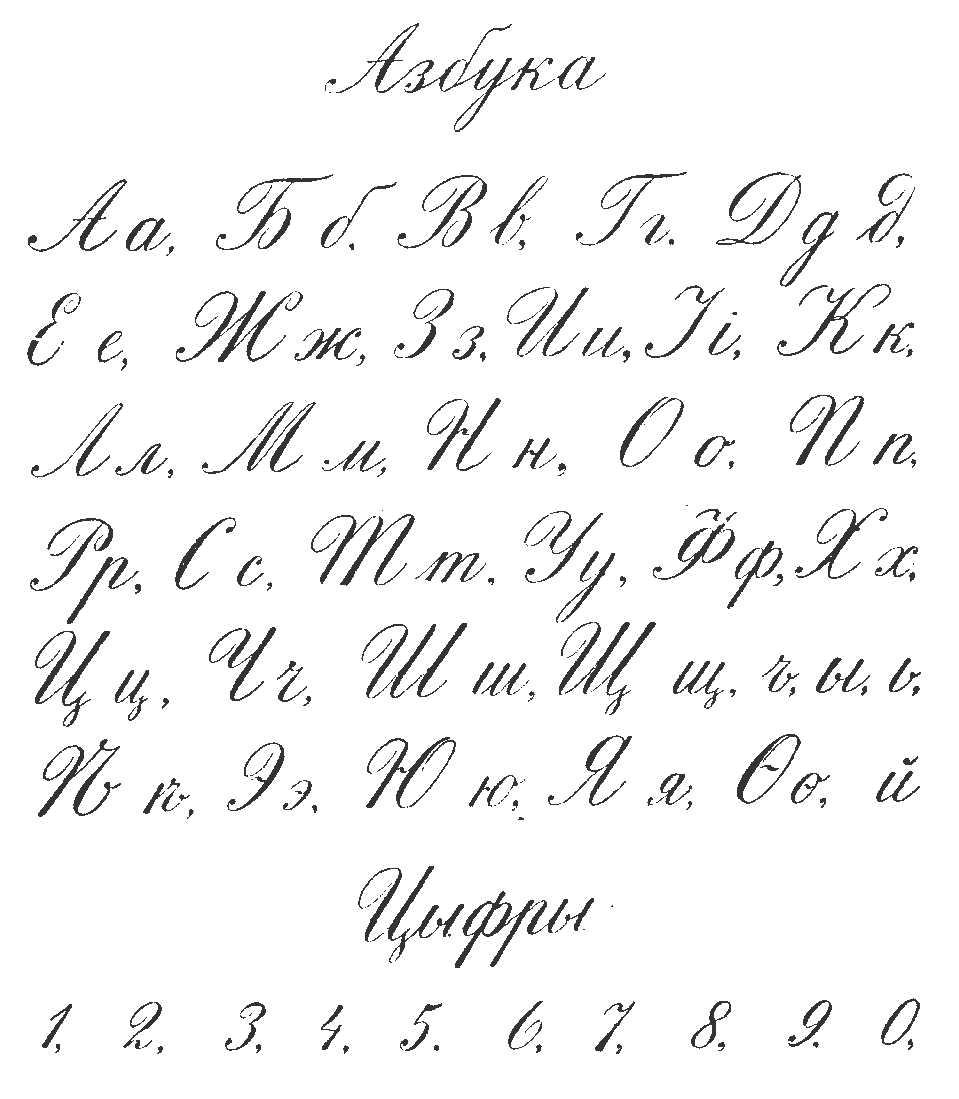
Escritura a mano caligráfica rusa de un libro de texto ruso (1916).
Se aprecian las palabras Азбука (Abecedario/Alfabeto) y Цифры (Cifras).

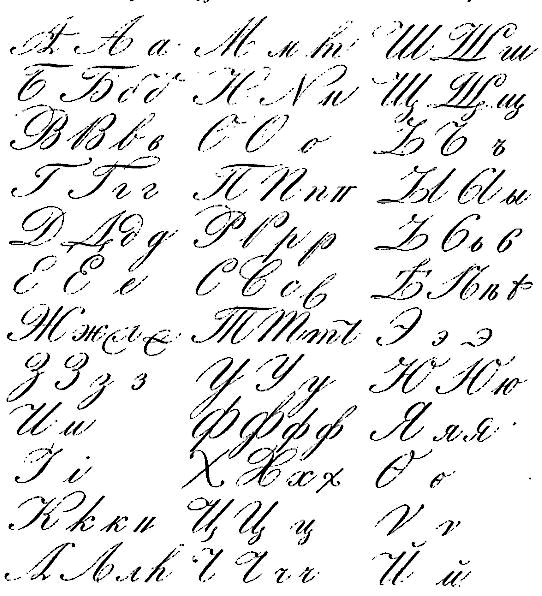
Variantes del de las letras caligráficas cursivas rusas.

## Alfabeto cirílico ruso cursivo impreso
| А а | Б б | В в | Г г | Д д | Е е | Ё ё | Ж ж | З з | И и | Й й |
| К к | Л л | М м | Н н | О о | П п | Р р | С с | Т т | У у | Ф ф |
| Х х | Ц ц | Ч ч | Ш ш | Щ щ | Ъ ъ | Ы ы | Ь ь | Э э | Ю ю | Я я |

## Alfabeto cirílico ruso manuscrito
| А а | Б б | В в | Г г | Д д | Е е | Ё ё | Ж ж | З з | И и | Й й |
| К к | Л л | М м | Н н | О о | П п | Р р | С с | Т т | У у | Ф ф |
| Х х | Ц ц | Ч ч | Ш ш | Щ щ | Ъ ъ | Ы ы | Ь ь | Э э | Ю ю | Я я |